# Сова-Степняк Степан Овксентійович
Степан Овксентійович Сова (Сава, Савва) (партійна кличка —  Степняк) (1886, місто Конотоп, тепер Сумської області — 1936) — український радянський діяч, секретар Сумського окружкому КП(б)У. Член Ревізійної Комісії КП(б)У в червні 1930 — січні 1934 р.

## Біографія
Народився у серпні 1886 року в робітничій родині. Закінчив церковнопарафіяльну школу, потім здобув фах слюсаря.
З 1903 роках — слюсар залізничних майстерень станції Конотоп.
Член РСДРП(б) з 1904 року.
У 1905 році був заарештований царською поліцією за організацію мітингу в залізничних майстернях Конотопа. Сім місяців перебував у конотопській в'язниці.
Перебував під наглядом в Орловській та Саратовській губерніях. Був заарештований у Воронезькій губернії та утримувався у Воронезькій, Нижньодєвицькій та Ніжинській в'язницях. У 1909 році за вироком Київської судової палати засуджений на два роки ув'язнення у фортеці. Потім — на адміністративному засланні.
Солдат російської імператорської армії. Під час лютневої революції 1917 року став головою полкового комітету.
Учасник жовтневого збройного перевороту 1917 року в Москві. Обраний головою Московської військової ради. Виконував обов'язки члена військово-революційного комітету, члена Московської ради робітничих і солдатських депутатів. Брав активну участь в організації Московської Червоної гвардії.
У грудні 1917 року за дорученням Володимира Затонського організував групу комуністів-українців при Московському міському комітеті РСДРП(б). З 1 по 13 березня 1918 року — комісар з українських справ при Московській раді. З 2 по 19 березня 1918 року — товариш (заступник) голови Солдатської секції Московської ради робітничих і солдатських депутатів.
У 1918 році — заступник завідувача Українського відділу Народного комісаріату у справах національностей РРФСР. Заступник редактора журналу «Вісник Українського відділу Народного комісаріату у справах національних».
Брав участь у роботі І і ІІ з'їздів КП(б)У.
Працював на керівній роботі у Всеукраїнському видавництві.
З травня 1920 року за направленням ЦК РКП(б) брав участь в організації підпілля в Україні в тилу польських військ.
У 1920—1922 роках очолював відділ мистецтва Народного комісаріату освіти Української СРР.
У 1922—1923 роках — завідувач відділу агітації і пропаганди Сумського повітового комітету КП(б)У.
З 1923 року — на відповідальній посаді в Сумському окружному комітеті, згодом — відповідальний секретар Сумського окружного комітету КП(б)У.
Навчався в аспірантурі Інститут марксизму в Москві.
У 1930-х роках — в апараті ЦК КП(б)У; в колегії Верховного суду Української СРР.
Один з авторів антології «Революційна поезія Жовтня».